# Могилевский, Константин Викторович
Константин Викторович Могилевский (22 мая 1953, Ворошиловград, УССР, СССР — 20 апреля 2020, Буча, Киевская область, Украина) — украинский художник, заслуженный художник Украины (2013).

## Биография
В 1972 году окончил живописное отделение Луганского государственного художественного училища. В 1981 году с отличием окончил Харьковский художественно-промышленный институт по специальности монументально-декоративное искусство. Преподаватели спецдисциплин: Б.В Косарев, А.Хмельницкий, Е. Егоров, А.Пронин.
С 1988 г. — член Национального союза художников Украины. Работал как в станковой живописи, так и в монументальном искусстве (витражи, мозаики, росписи). Участник отечественных и зарубежных художественных выставок, творческих групп на Украине, в Венгрии, Хорватии. Выполнил много витражей как в частных, так и в государственных архитектурных ансамблях. Живописные работы находятся в частных коллекциях Украины, России, Венгрии, Польши, Австрии, Хорватии, Германии, Швейцарии, США.
Последние годы жизни художника связаны с Ирпенским краем.
В 2012 году он поселился в городе Буча на Киевщине и преподавал изобразительное искусство в Ирпенской специализированной общеобразовательной школе художественного профиля № 1 и одновременно работал доцентом кафедры монументальной живописи Киевской государственной академии декоративно— прикладного искусства и дизайна им. Михаила Бойчука.
В Ирпене Константин Могилевский выступил идейным вдохновителем, куратором и организатором художественных пленэров «Нарисованный Ирпень». Благодаря ему пленэр сразу стал всеукраинским, а в дальнейшем и международным.
20 декабря 2019 года Константина Могилевского отметили Киевской областной премией в отрасли изобразительного искусства имени Ивана Сошенко за высокий профессионализм и весомый вклад в развитие изобразительного искусства.
Похоронен 21 апреля 2020 г. в городе Буча.
Творческий путь Константина Могилевского продолжает его семья.

## Выставки
- 1983—1988 — участник 13 Всеукраинских выставок.
- 1997 — Международная выставка-пленэр (Секешфехервар, Венгрия).
- 1998 — Всеукраинская выставка «Живописная Украина» (Луганск).
- 1999 — Всеукраинская выставка"155 лет со дня рождения Ильи Репина" (Харьков).
- 2000 — Международная выставка пленэр (София, Болгария).
- 2001 — Персональная выставка (Преко, Хорватия).
- 2003 — Всеукраинская выставка «Живописная Украина» (Львов).
- 2003 — Всеукраинская выставка декоративного искусства (Луганск).
- 2004 — Международная выставка живописи и рисунка (Задар, Хорватия).
- 2004 — Всеукраинская выставка «День художника» (Киев).
- 2004 — Всеукраинская выставка пленэр (Запорожье).
- 2004 — Персональная выставка (Задар, Хорватия).
- 2005 — Всеукраинская выставка декоративного искусства (Львов).
- 2005 — Всеукраинская выставка «Живописная Украина» (Кировоград).
- 2005 — Всеукраинская выставка «День Победы» (Киев).
- 2005 — Всеукраинская выставка «День художника» (Киев).
- 2005 — Персональная выставка, галерея «Грифон» (Киев).
- 2005 — Всеукраинская Рождественская выставка декоративного и прикладного искусства (Киев).
- 2006 — Всеукраинская выставка «Современный украинский пейзаж» (Полтава).
- 2006 — Всеукраинская выставка «Живописная Украина» (Одесса).
- 2006 — Всеукраинская выставка, посвященная пятнадцатилетию Независимости Украины (Киев).
- 2006 — Международная выставка «Далмация глазами европейских художников» "(Милан, Италия).
- 2006 — Всеукраинская выставка «День художника» (Киев).
- 2006 — Всеукраинская Рождественская выставка декоративного и прикладного искусства (Киев).
- 2007 — Всеукраинская выставка «Живописная Украина» (Тернополь).
- 2007 — Персональная выставка «Дом Господень»

Семья Могилевских: Ирина, Константин, Богдан (Задар, Хорватия).
- 2007 — Всеукраинская выставка «Мемориал Куинджи» (Мариуполь).
- 2007 — Всеукраинская выставка «День художника» (Киев).
- 2007 — Всеукраинская Рождественская выставка декоративного и прикладного искусства (Киев).
- 2007 — Персональная выставка «Хорватия глазами украинцев» (Колледж культуры и искусств, Луганск).
- 2008 — Пятая Национальная выставка декоративного и прикладного искусства «Пасхальная»(Днепропетровск).
- 2008 — Всеукраинская выставка «Живописная Украина» (Днепропетровск).
- 2008 — Первая национальная выставка портрета «Человек, изображение, личность» (Киев).
- 2008 — Всеукраинская выставка ко дню художника «70 лет НСХУ» (Киев).
- 2008 — Персональная выставка. (Киев).
- 2008 — Выставка, посвященная 50-ти летия образования ЛООНСХУ Луганска "(Киев).
- 2009 — Всеукраинская Рождественская выставка прикладного искусства, посвященная Примаченко

(Киев).
- 2009 — Всеукраинская выставка посвященная двухсотлетию со дня рождения Н. В. Гоголя (г. Полтава).
- 2009 — Всеукраинская выставка «Волшебные краски Днепра» (г. Днепропетровск).
- 2009 — Всеукраинская выставка ко Дню Художника (г. Киев).
- 2010 — Всеукраинская Рождественская выставка (г. Киев)
- 2020 - "Сповідь" (г. Киев)

Всеукраинская художественная выставка "Украина от Триполья до сегодняшнего дня в образах современных художников.
Персональная выставка «Живописный романс»,Арт клуб "Калита "(г. Киев). https://web.archive.org/web/20150418163926/http://gloss.ua/event/Zhivopisnyj_romans
Всеукраинская художественная выставка «65 Лет Победы»(г. Киев).
Триеннале живописи (г. Киев). http://www.iir.edu.ua/ru/institute/exhibitions/mogilevsky/
Вторая Всеукраинская художественная выставка портрета (г. Киев)
Всеукраинская художественная выставка «Волшебные краски Днепра»(г. Днепропетровск).
Международная художественная выставка «Хорватия глазами русских и украинских художников»(г. Пожега,Хорватия)
Международная художественная выставка (г. Задар,Хорватия). ht://www.ruskaljetopis.hr/info.phtml?c=11&id=50tp

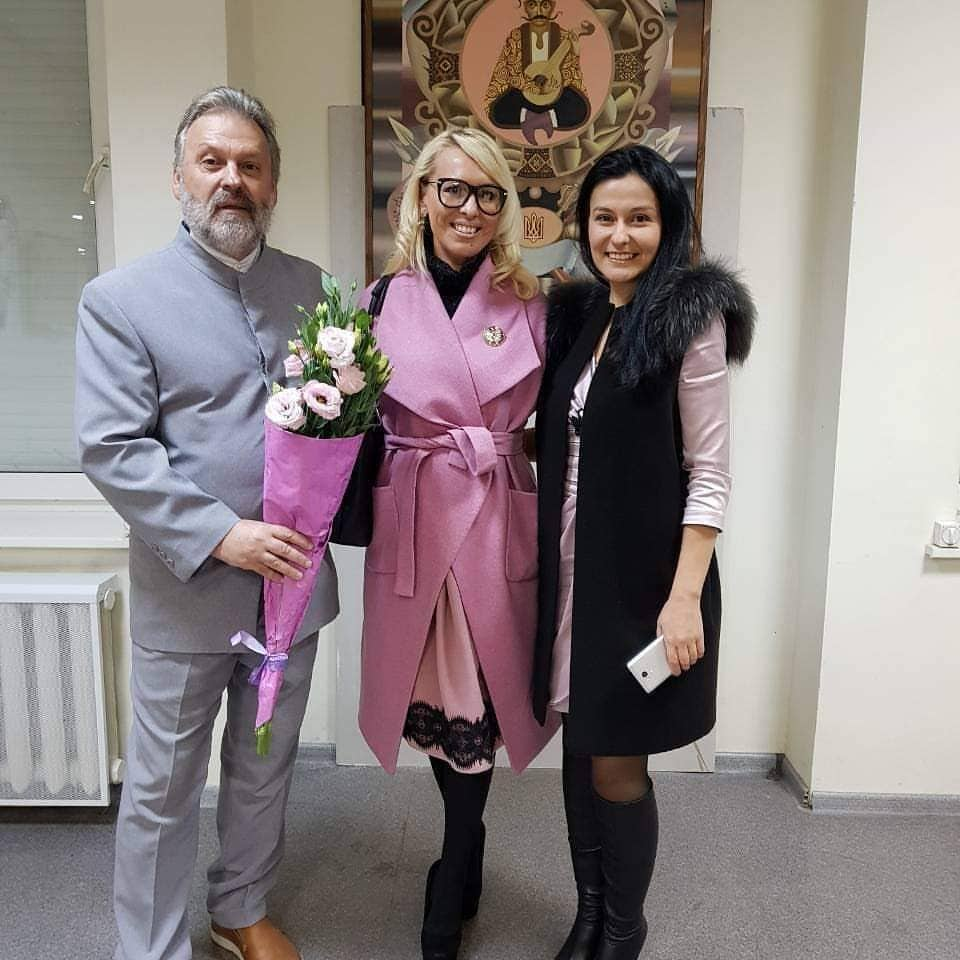
Персональная выставка Константина Могилевского

Персональные выставки экспонировались в Институте международных отношений, Академии декоративно-прикладного искусства и дизайна им. М. Бойчука, университете «КРОК», галереи «Грифон» в Киеве, в Хорватии и Венгрии, а также в Ирпенском историко-краеведческом музее. В 2015 году Константин Викторович устроил в музее в рамках городской Недели культуры мастер-класс по вытынанке. А через два года в музее была представлена выставка вытынанок учеников 11-го класса Ирпенской школы № 1. https://m.day.kyiv.ua/ru/article/pochta-dnya/virtuoznyy-risovalshchik
Вошел в ТОП 100 известных современных украинских художников Украины https://web.archive.org/web/20150418153613/http://www.facenews.ua/blogs/2013/173616/
Персональный сайт художника: https://www.facebook.com/groups/mkprostir
Могилевский Константин Викторович в социальных сетях: https://www.facebook.com/constantine.mogilevskiy